# Heringomyia albipilosa
Heringomyia albipilosa är en tvåvingeart som först beskrevs av Erich Martin Hering 1940.  Heringomyia albipilosa ingår i släktet Heringomyia och familjen borrflugor.
Artens utbredningsområde är Kenya. Inga underarter finns listade i Catalogue of Life.